# Hugo I de Rethel
Hugo I (n. 1040, Bourg – d. 1118, Rethel) a fost conte de Rethel de la 1065 până la moarte.
Hugo a fost unul dintre fiii contelui Manasse al III-lea de Rethel cu soția sa, Iudith de Roucy. El a succedat tatălui său din 1065.
Hugo a fost căsătorit cu Melisenda de Crécy, fiică a seniorului Guy I de Montlhéry, cu care a avut următorii copii:
- Manasse (n. 1054)
- Gervasiu (n. 1056-d. 1124), succesor în comitat
- Balduin (n. 1058-d. 1131), devenit rege al Ierusalimului
- Matilda (n. 1060), devenită contesă de Rethel
- Hodierna, căsătorită cu Heribrand al III-lea de Hierges, iar ulterior cu Roger de Salerno, principe de Antiohia
- Cecilia
- Beatrice, căsătorită cu principele Leon I din Regatul Armean al Ciliciei